# Портрет О. С. Пушкіна (Кіпренський)
«Портрет А. С. Пушкіна» — картина художника Ореста Кіпренського. Портрет Пушкіна був написаний Кіпренським у тому ж році (1827), що й інший відомий портрет поета, автором якого є Тропінін.

## Історія створення
Книга Сигизмунда Лібровича «Пушкін в портретах» (1890) містить відомості про те, що портрет Олександра Пушкіна був замовлений Оресту Кіпренському ліцейським другом поета Антоном Дельвігом. Те, що портрет замовляв саме Дельвіг, факт не випадковий, адже поет називав Дельвіга «художників друг і радник». Навесні 1827 року Кіпренський повернувся з Італії. 25 травня того ж року з Москви до Петербургу приїхав Пушкін, який прямував до Михайлівського. Він позував Кіпренському в червні-липні 1827 року в будинку Дмитра Миколайовича Шереметєва (1803—1871) на Фонтанці, де у художника була майстерня. Цей знаменитий портрет безумовно вважається одним з кращих прижиттєвих зображень Пушкіна.
Вперше картина експонувалася на виставці Академії мистецтв в рік свого створення.

## Опис
На полотні зображений в анфас витончений поясний портрет поета зі схрещеними на грудях руками. Обличчя і погляд Пушкіна спрямовані в той бік, де в глибині, за кріслом, стоїть бронзова статуетка Музи поезії Ерато з кіфарою в руках. Через праве плече поета перекинутий картатий червоно-зелений шотландський плед — цією деталлю художник позначає зв'язок Пушкіна з Байроном, кумиром епохи романтизму. Цей прийом — ремінісценцію — художник застосовував неодноразово. Так, в виконаних раніше портретах Швальбе і Авдуліной Кіпренський цитує Рембрандта і Леонардо да Вінчі, тут же він об'єднує імена двох поетів.
Портрет виконаний з «граничною завершеністю», ретельною обробкою деталей, що було взагалі характерним для останніх років роботи Кіпренського. Колірна гамма строго врівноважена. Художник передає відчуття урочистій тиші, що підкреслює значущість зустрічі з поетом.
В подячному вірщі «Кіпренському» (1827) Пушкін написав: «Себя как в зеркале я вижу, Но это зеркало мне льстит … Так Риму, Дрездену, Парижу
Известен впредь мой будет вид». Схожість з портретом підтвердив і батько Пушкіна, Сергій Львович Пушкін: «Кращий портрет мого сина є той, який написаний Кіпренським». Російський письменник Іван Гончаров згадував: «Обличчя його — матове, звужене донизу, з русявими бакенами і рясними кучерями волосся — врізалося в мою пам'ять і довело мені згодом, як вірно зобразив його Кіпренський на відомому портреті». Інший сучасник писав про портрет: «Геній поета надихнув художника; вогонь його натхнення сам зобразився на полотні в рисах його, і художник цілком виразив в його погляді світлий промінь високих творчих дум». Деякі з сучасників вважали, що портрет вірно передає риси обличчя поета, інші критикували роботу Кіпренського, який, на їхню думку, не зміг передати «мінливе обличчя», енергію, жвавість, властиві Пушкіну. Брюллов, за словами Шевченка, критикував Кіпренського, який зобразив Пушкіна «якимось денді, а не поетом». Сам Брюллов вважав за краще створювати образи людей мистецтва в момент романтичного пориву, будуючи динамічну ефектну композицію з виразним колірним рішенням.

Либрович зазначає, що ті, хто знали Пушкіна, вважали цей портрет таким, що недостатньо передає характерні риси «африканської породи», успадковані поетом від його прадіда Ганнібала, і якими він пишався:
«Але натомість робота Кіпренського найбільш наближається до того ідеального зображення, який … шукають зазвичай шанувальники поета».

## Провенанс
Після смерті Дельвіга Пушкін купив портрет у його вдови, Софії Михайлівни. На останній квартирі Пушкіна в будинку Волконської на Мойці робота Кипренского висіла на видному місці. Після смерті поета картина зберігалася у Наталії Пушкіної, а від неї перейшла до сина Олександра.
Портрет був відомий по гравюрі Уткіна, який виконав її також на замовлення Дельвіга. У 1875 році копію маслом з нього зробив Микола Ґе. Ще одна мальовнича копія, можливо, виконана самим Кипренским, зберігалася у Павліщева.
Ще одна репліка, виконана пастеллю, зберігалася у спадкоємців Льва Пушкіна в Болдіні. З 1911 року вона перебувала в Пушкінському будинку. У родині розповідали, що копія створена самим Кипренским. З цією версією погоджувалися Н. Врангель, А. Бенуа і П. Нерадовскій.